# Louis Krasner
Louis Krasner (in russo Луис Краснер?; Čerkasy, 21 giugno 1903 – Brookline, 4 maggio 1995) è stato un violinista statunitense di origine ucraina.

## Biografia
Louis Krasner è nato nel 1903 a Čerkasy nell'Impero russo (nell’attuale Ucraina). Arrivato con i suoi genitori negli Stati Uniti all’età di 5 anni, ha iniziato a suonare il violino a 9 anni e si è diplomato al New England Conservatory of Music di Boston nel 1922 col violinista Eugene Gruenberg (1854-1928) e Frederick Converse (armonia e composizione). 
Dalla metà degli Anni venti ha continuato gli studi con Lucien Capet a Parigi, Otakar Ševčík a Písek (Cecoslovacchia) e Carl Flesch a Berlino. La sua carriera concertistica è iniziata in Europa, dove ha sostenuto con forza la musica dei suoi contemporanei, in primo luogo composizioni di Joseph Achron, e Alfredo Casella.
Nel 1930 entrò in contatto con i rappresentanti della Seconda Scuola di Vienna. Dopo aver ascoltato un'esecuzione (New York 1931) del Wozzeck di Alban Berg, Krasner nel 1934 decise di commissionare al compositore un Concerto per violino, che eseguì per la prima volta il 19 aprile 1936 a Barcellona, con Hermann Scherchen alla direzione della BBC Symphony Orchestra. Il Concerto lo eseguì in diverse città europee e americane, e fece la prima registrazione dell’opera. 
Durante una tournée in Europa e negli Stati Uniti con il lavoro di Berg, Krasner entra in contatto con Arnold Schönberg, che si era già trasferito negli Stati Uniti e stava lavorando ad un Concerto per violino nello stesso periodo di Berg. L’opera era stata originariamente pensata per Rudolf Kolish, ma da parte di Krasner arrivò una commissione ufficiale. Lo stesso Krasner lo eseguì per la prima volta il 6 dicembre 1940 con Leopold Stokowski alla guida della Philadelphia Orchestra. 
Tra i compositori americani di cui ha preso parte a prime esecuzioni figurano Roger Sessions, Henry Cowell e Roy Harris.
Krasner negli anni successivi ha diradato l’attività concertistica; dal 1944 al 1949 è Concertmaster della Minneapolis Symphony Orchestra. Dal 1949 al 1972 è stato professore di musica alla Syracuse University (nello Stato di New York).  
Nel 1976 entra a far parte delle facoltà del New England Conservatory of Music e del Berkshire Music Center (in qualità di professore ospite). Ha vinto la Sanford Medal nel 1983 della Yale University e il Commonwealth Award nel 1995. 
È morto nel 1995 a Brookline (Massachusetts) a 91 anni.